# Dīkdāsh
Dīkdāsh (persiska: ديكداش) är en ort i Iran.   Den ligger i provinsen Ardabil, i den nordvästra delen av landet, 500 km nordväst om huvudstaden Teheran. Dīkdāsh ligger 441 meter över havet och antalet invånare är 262.
Terrängen runt Dīkdāsh är kuperad, och sluttar västerut. Runt Dīkdāsh är det ganska glesbefolkat, med 43 invånare per kvadratkilometer. Närmaste större samhälle är Qarah Khān Beyglū, 11,7 km sydost om Dīkdāsh. Trakten runt Dīkdāsh består i huvudsak av gräsmarker.